# 乔安娜·奇米勒斯卡
乔安娜·奇米勒斯卡（Joanna Chmielewska，1932年4月2日—2013年10月7日），笔名伊雷娜·库恩（Irena Kühn），婚前姓貝克（Becker），是一位波兰小說家和編劇。她的作品经常被描述为“具有讽刺意味的侦探故事”。她的小说已被翻译成至少九种语言，在波兰销售了600多万本，在俄罗斯销售了1000多万本。

## 生平
1932年乔安娜·奇米勒斯卡在华沙出生，1954年毕业于华沙理工大学建筑系，并在致力于写作之前担任设计师。她的第一部短篇小说于1958年发表于《Kultura i Życie》（文化与生活）杂志上，1964年出版了她的第一部小说《Klin》。她喜欢赛马和赌博，她的书中经常提到这两种爱好。她也是琥珀的鉴赏家，这种爱好构成了她1998年小说《Złota mucha》的基础。
她写了五十多部小说。主角经常是一个名叫乔安娜的女人，这个角色有作者自己的许多特征。她还写过乔安娜的朋友像是Alicja，同事或家庭。
奇米勒斯卡在2013年10月7日去世。